# Lev Katsman
Lev Katsman (Chabarovsk, 31 maart 2001) is een Russisch professioneel tafeltennisser. Hij speelt linkshandig met de shakehandgreep.

## Belangrijkste resultaten
- Goud op het dubbelspel op de Europese kampioenschappen 2022 met Maksim Grebnev.
- Zilver met het team op de Europese kampioenschappen 2021.